# Мокре (Кошалінський повіт)
Мокре (пол. Mokre) — село в Польщі, у гміні Сянув Кошалінського повіту Західнопоморського воєводства.
Населення — 135 осіб (2011).

## Демографія
Демографічна структура станом на 31 березня 2011 року:
|          | Загалом | Допрацездатний вік | Працездатний вік | Постпрацездатний вік |
| -------- | ------- | ------------------ | ---------------- | -------------------- |
| Чоловіки | 66      | 12                 | 47               | 7                    |
| Жінки    | 69      | 17                 | 43               | 9                    |
| Разом    | 135     | 29                 | 90               | 16                   |